# Агриволга
«А̀гриВо́лга» — агрохолдинг, владелец  в России торговой марки органических продуктов «Углече Поле».
Холдинг создан в 2007 году, расположен в Угличе Ярославской области. В составе холдинга – 12 молочно-товарных ферм и семь площадок по выращиванию крупного и мелкого рогатого скота, 5 овцеферм, 1 козоферма (ООО «Агрофирма Россия», ООО «Агрофирма Земледелец», ООО «Заречье», ООО «Агрофирма Авангард», ООО "Агрофирма «Луч», ООО «Агрофирма Большая Волга», ООО «ФПАК», ООО «Молога», АО «Мир»), завод по переработке органического молока, мясоперерабатывающий завод, Угличский сыродельно-молочный завод.
Общая площадь угодий холдинга «АгриВолга» – 115 тыс. гектаров, расположенных на территории Ярославской области. Общее поголовье составляет 25 000, в том числе КРС - более 20 тыс. голов с преобладанием молочных пород – голштинской и ярославской.
Основные направления деятельности — производство и продажа натурального и органического молока, кисломолочных продуктов, сыра, мяса и колбас, а также племенная работа по разведению крупного и мелкого рогатого скота.
Среди брендов, под которыми выпускается молочная и мясная продукция холдинга – органический бренд «Углече Поле». Занимает первое место в России по производству мясомолочной органической продукции. 
Предприятия холдинга занимаются реализацией мясо-молочной продукции под брендами «Углече Поле» и «Из Углича». Реализация продукции осуществляется в фирменных магазинах «Углече Поле. Органик маркет» (Москва, Московская область, Тверская область),  в магазинах «Из Углича» и «Продукты из Углича» (Ярославская область), а также через крупные столичные и региональные сети, такие как «Азбука Вкуса», «Глобус Гурмэ», «Гипер Глобус», «Дикси», «Магнит», "Перекресток" и др. (всего более 500 торговых точек). Продукция «Углече Поле» отмечена наградами выставок: WorldFood Moscow, ПродЭкспо.

## Финансовые показатели
«АгриВолга» является крупнейшим налогоплательщиком Угличского района. Общий объем продаж продукции «АгриВолга» составляет 9,7 млрд. руб. в год.
Всего на предприятиях холдинга «АгриВолга» занято 900 человек.

## История развития холдинга
В 2007 году акционер Сергей Бачин приобрёл более 40 тысяч гектаров земли с 15 хозяйствами, ориентированными на производство и продажу высококачественного натурального органического молока, кисломолочных продуктов, мяса, колбас и овощей, а также племенную работу по разведению крупного и мелкого рогатого скота с целью создать «органический анклав» со строгим следованием органическим стандартам и медленной окупаемостью (первоначально установленной с горизонтом в 15 лет). В 2014 году хозяйство находилось в инвестиционной стадии, показав убытки до налогов в размере 299 миллионов рублей при выручке 247 миллионов рублей), в 2015 году, после реконструкции завода по глубокой переработке молока, выручка поднялась до 384 миллионов рублей, а чистый убыток снизился до 104 миллионов рублей.
В 2010—2011 годах были введены в эксплуатацию два крупных овцеводческих комплекса, в следующем, 2012 году, построена молочно-товарная ферма с цехом по разливу и упаковке молока под брендом «Углече Поле». В 2013 году компания дополнительно запустила два завода по переработке мяса и молока. Также в 2015 году была проведена реконструкция завода по глубокой переработке молока. После реконструкции завод специализируется на производстве творога. В 2016 году компания завершила строительство зерносушильного комплекса; специально для предприятия было закуплено и установлено современное оборудование.
В 2017 году было принято решение увеличить поголовье скота; всего было дополнительно закуплено 483 головы КРС абердин-ангусской породы. Также в 2017 году в хозяйстве АО «Мир» проведена модернизация площадки по производству молока до молочно-товарной фермы с беспривязной технологией содержания животных. Позднее в том же году ООО «Агрофирма Земледелец» реализовало инвестиционный проект, в рамках которого провело работы, стоимостью 71,5 млн рублей; были проведены работы по модернизации молочно-товарной фермы на 480 голов животноводческого комплекса по производству молока в д. Бурмасово. Модернизация была необходима для совершенствования принципов производства: принципы производства молока на молочно-товарной ферме после модернизации соответствуют требованиям Национального стандарта ГОСТ Р56508-2015 «Продукция органического производства. Правила производства, хранения, транспортирования» и Межгосударственного стандарта ГОСТ 33980-2016 «Продукция органического производства. Правила производства, переработки, маркировки и реализации» (CAC/GL 32-1999, NEQ). В январе 2018 году было организовано и запущено предприятие мясного репродуктивного комплекса по выращиванию КРС абердин-ангусской породы на 1 200 голов коров по адресу: Ярославская область, Угличский р-н, у д. Вотчицево.
В марте 2018 года «АгриВолга»  приобрела имущественный комплекс Угличского экспериментального сыродельного завода (УЭСЗ). В развитие сырного кластера компания инвестировала около 2 млрд рублей.